# Solanum subsect. Potatoe
Solanum subsect. Potatoe es una subsección del género Solanum. Incluye las siguientes especies.

## Especies
- Solanum acaule Bitter
- Solanum acroglossum Juz.
- Solanum acroscopicum Ochoa
- Solanum × aemulans Bitter & Wittm.
- Solanum agrimonifolium Rydb.
- Solanum ajanhuiri Juz. & Bukasov
- Solanum albicans (Ochoa) Ochoa
- Solanum albornozii Correll
- Solanum anamatophilum Ochoa
- Solanum andreanum Baker
- Solanum ayacuchense Ochoa
- Solanum berthaultii Hawkes
- Solanum boliviense Dunal
- Solanum bombycinum Ochoa
- Solanum brevicaule Bitter
- Solanum × brucheri Correll
- Solanum buesii Vargas
- Solanum bulbocastanum Dunal
- Solanum burkartii Ochoa
- Solanum cajamarquense Ochoa
- Solanum candolleanum P. Berthault
- Solanum cantense Ochoa
- Solanum cardiophyllum Lindl.
- Solanum chacoense
- Solanum chilense
- Solanum commersonii Poir.
- Solanum fendleri
- Solanum gourlayi
- Solanum tuberosum

y más...